# Aeropuerto de Kumamoto
El aeropuerto de Kumamoto (熊本空港 Kumamoto Kūkō?) (IATA: KMJ, OACI: RJFT), también conocido como aeropuerto de Kumamoto Aso (阿蘇くまもと空港 'Aso Kumamoto Kūkō'?), es un aeropuerto en Mashiki, Kumamoto, Japón.

## Historia
El primer aeropuerto de Kumamoto abrió en 1960 en el sitio de una antigua base aérea del Ejército Imperial Japonés y tenía una pista de aterrizaje de 1200 metros. Fue sustituido por el actual aeropuerto de Kumamoto en 1971. La pista del nuevo aeropuerto fue extendida de 2500 a 3000 metros en 1980.
Kumamoto fue uno de los tres aeropuertos de propiedad nacional en obtener algún beneficio en el año fiscal 2011 (junto con Nuevo Aeropuerto de Chitose y el aeropuerto de Komatsu). En 2013, el gobierno aprobó una legislación destinada a permitir finalmente la venta de una concesión de operación en el aeropuerto.
Un servicio de chárter de China Airlines a Kaohsiung fue anunciado en 2014 con el fin de atender los paquetes turísticos de Taiwán.

## Aerolíneas y destinos

### Pasajeros
| Aerolíneas                | Destinos                                         |
| ------------------------- | ------------------------------------------------ |
| All Nippon Airways        | Nagoya–Centrair, Naha, Osaka–Itami, Tokio–Haneda |
| Amakusa Airlines          | Amakusa, Osaka–Itami                             |
| Asiana Airlines           | Seúl–Incheon                                     |
| China Airlines            | Kaohsiung Estacional: Taipéi–Taoyuan             |
| Far Eastern Air Transport | Taipéi–Taoyuan                                   |
| Fuji Dream Airlines       | Nagoya–Komaki                                    |
| Hong Kong Airlines        | Hong Kong                                        |
| Japan Airlines            | Osaka–Itami, Tokio–Haneda                        |
| Jetstar Japan             | Nagoya–Centrair, Osaka-Kansai, Tokio–Narita      |
| Skymark Airlines          | Tokio–Haneda                                     |
| Solaseed Air              | Naha, Tokio–Haneda                               |